# Transport express régional

Logo TER

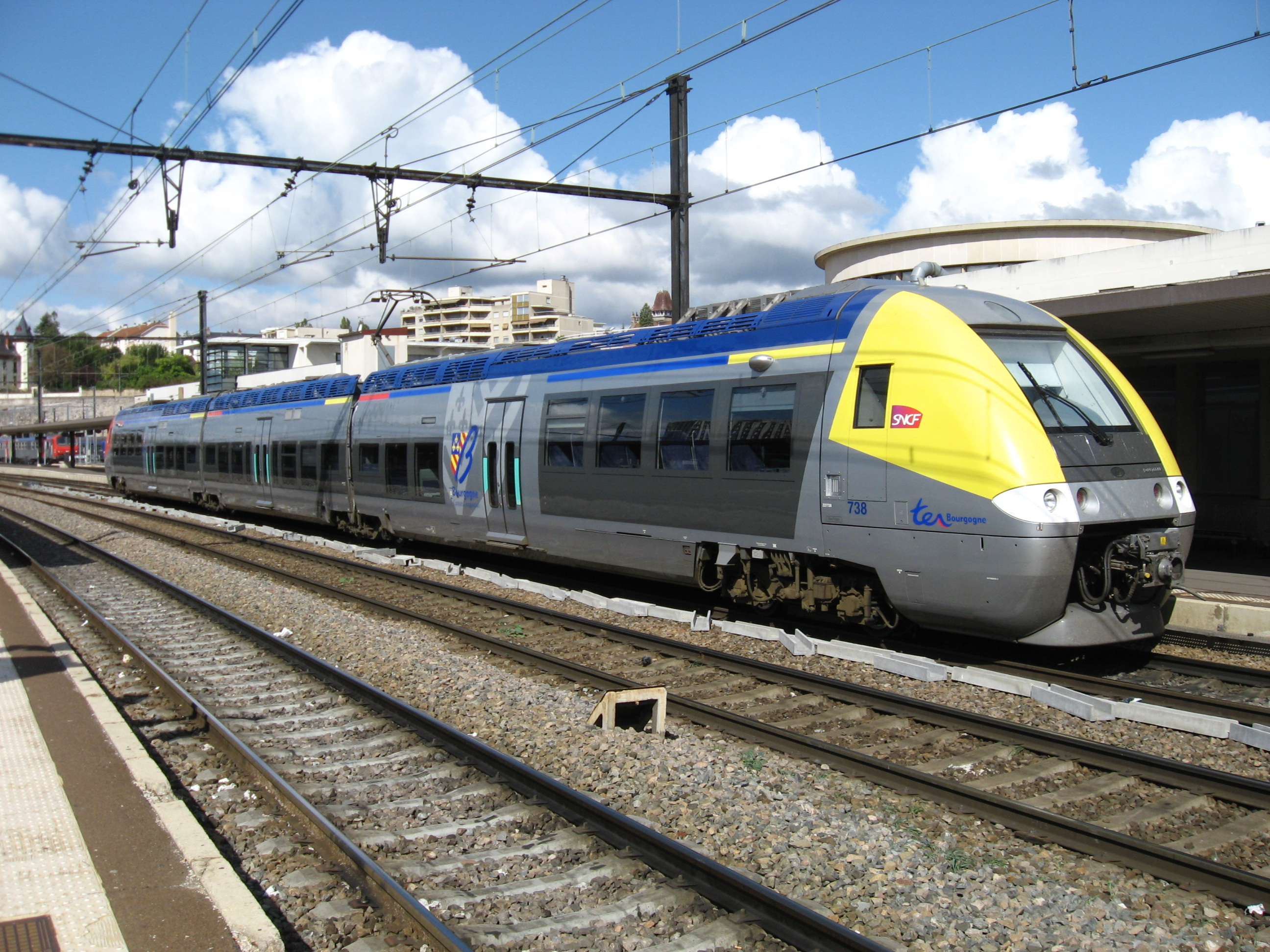
Pociąg Z 27500 należący do TER Bourgogne

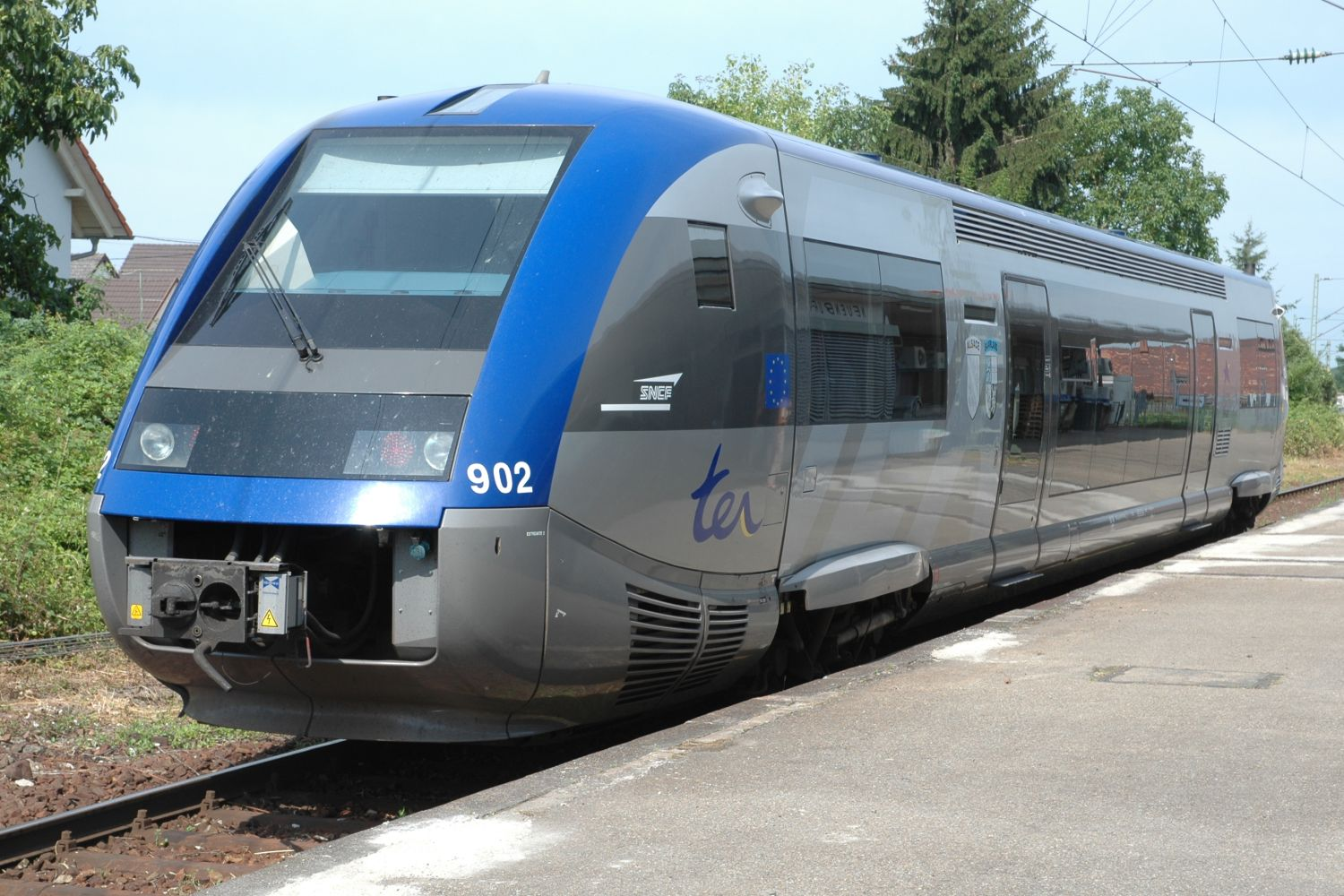
Pociąg X 73900 należący do TER Alsace

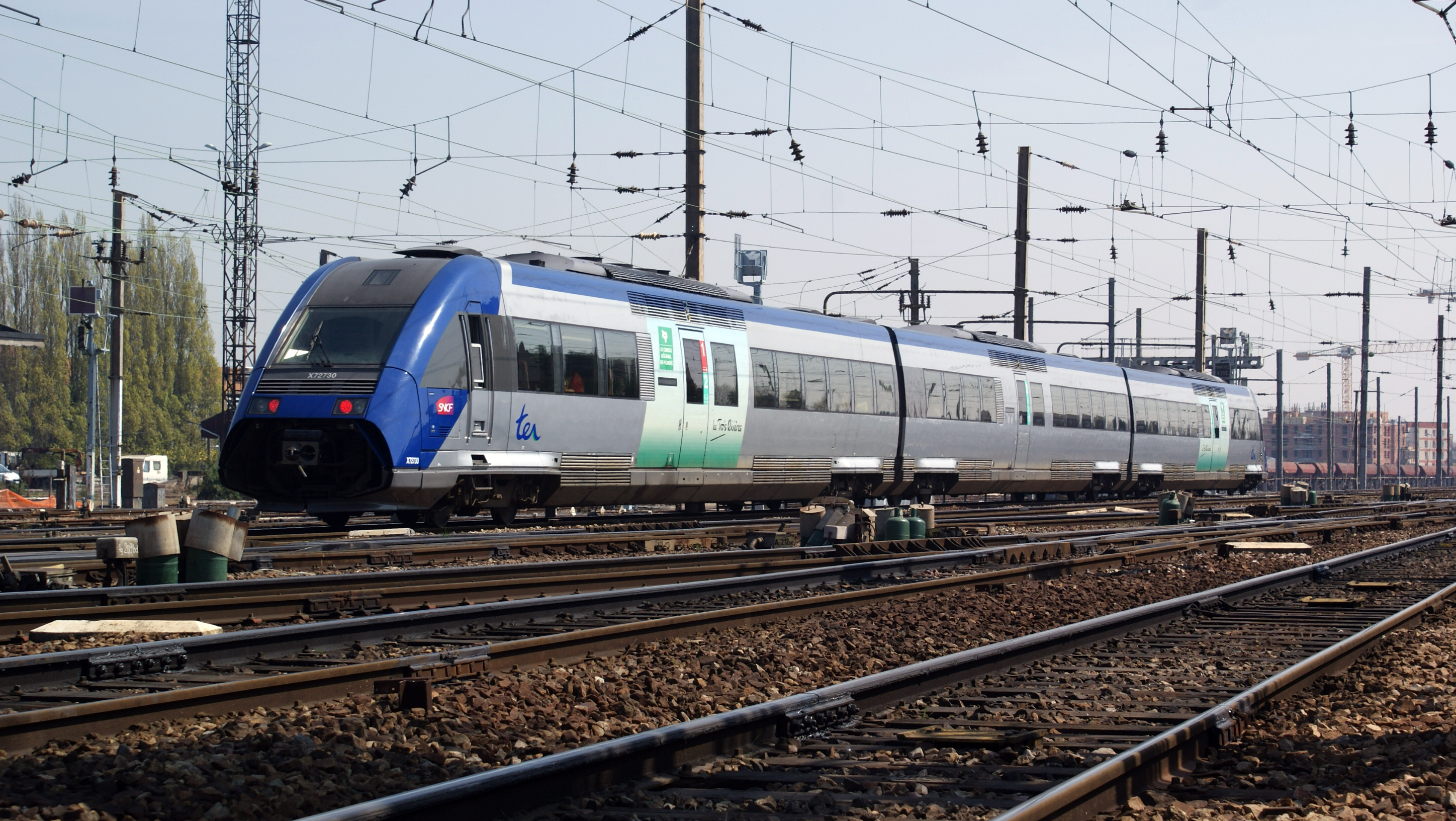
Pociąg X 72500 należący do TER Picardie

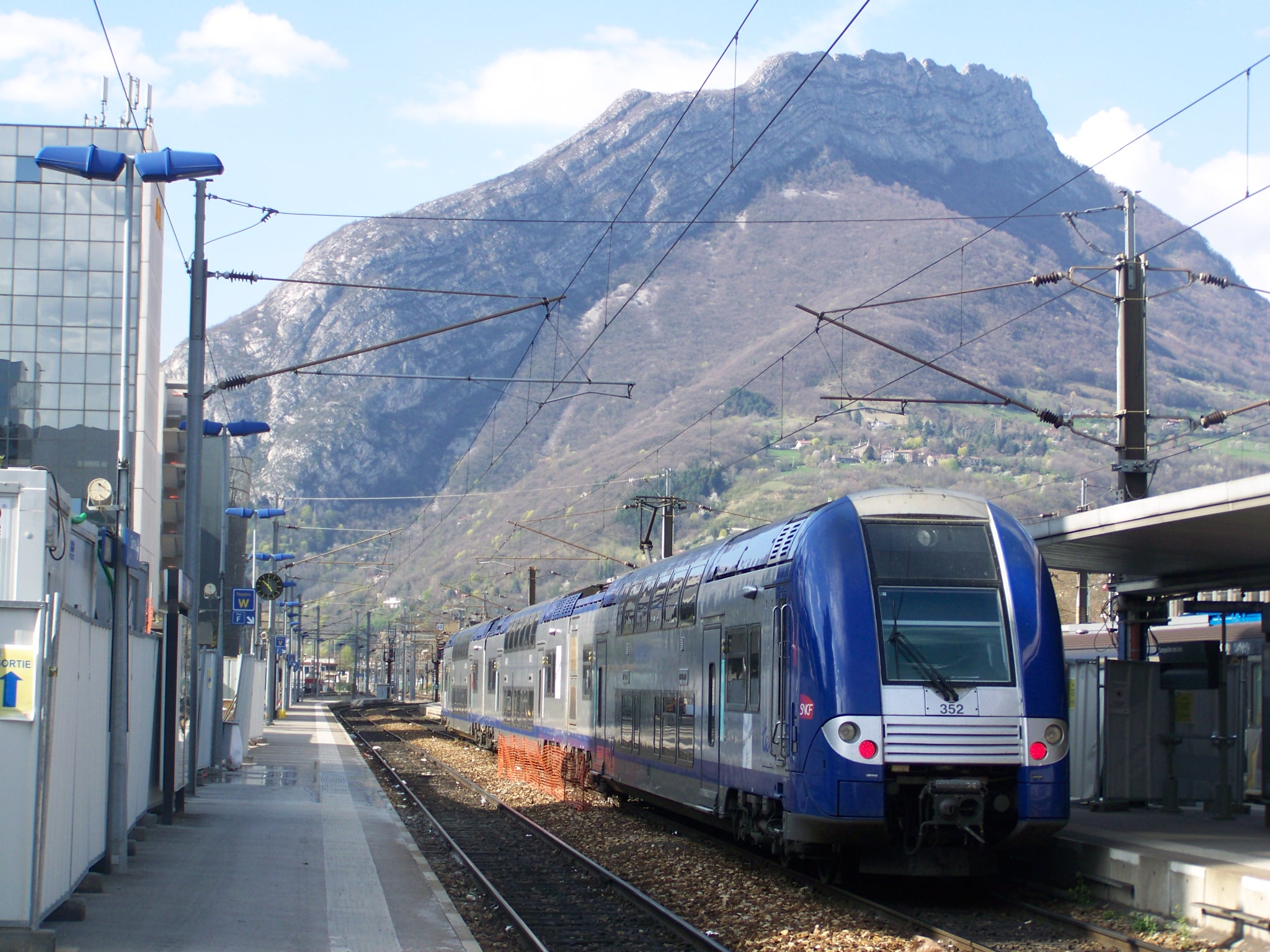
Pociąg Z 24500 należący do TER Rhône-Alpes

Transport express régional (TER, z fr. „Ekspresowy transport regionalny”) – marka francuskich kolei państwowych SNCF, pod którą prowadzą one regionalne kolejowe przewozy pasażerskie, współfinansowane przez władze regionalne. TER jest jednocześnie kategorią pociągów na sieci SNCF.

## Geneza i funkcjonowanie
Od końca lat 90. organizacja lokalnego transportu kolejowego we Francji zaczęła być powierzana radom regionów, zgodnie z ogólnymi tendencjami decentralizacyjnymi w kraju. Jedynym przewoźnikiem realizującym przewozy regionalne pozostaje monopolista SNCF, natomiast organizacją przewozów (wytyczaniem tras, układaniem rozkładów jazdy, określaniem taryf) zajmują się władze regionalne. W praktyce SNCF, jako właściciel taboru, jedyny pasażerski przewoźnik kolejowy we Francji, oraz faktyczny zarządca infrastruktury kolejowej mają spory udział również w organizacji przewozów.
Finansowanie pociągów TER odbywa się ze środków publicznych. Średnio 72% kosztów uruchomienia pociągów jest pokrywane przez rząd Francji oraz władze regionalne, wpływy z biletów pokrywają pozostałe 28% kosztów. Udział środków publicznych wykazuje tendencję wzrostową, związaną z wprowadzaniem nowych połączeń i taryf na wniosek władz regionalnych.
Niewielka rentowność transportu kolejowego jest związana przede wszystkim z nieefektywnym wykorzystaniem taboru poza godzinami szczytu oraz z niewielkimi odległościami podróży. Wypełnienie pociągów jest również dalekie od optymalnego, rzędu 66 pasażerów na pociąg.

### Przekazywanie kompetencji
Przekazanie kompetencji do organizowania transportu kolejowego nastąpiło w roku 1997 w przypadku sześciu regionów Francji:
- Alzacja
- Region Centralny
- Nord-Pas-de-Calais
- Kraj Loary
- Prowansja-Alpy-Lazurowe Wybrzeże
- Rodan-Alpy

oraz w roku 1998 dla regionu Limousin.
Ruch pasażerski na liniach lokalnych w tych regionach wzrósł w roku 1998 o 4,9%, podczas gdy wzrost w pozostałych regionach wyniósł 3,2%.
Pozostałe regiony podpisywały sukcesywnie tzw. umowy przejściowe (fr. conventions intermédiaires), które miały je przygotować do przejęcia organizacji przewozów lokalnych.
- Górna Normandia (wrzesień 1997)
- Midi-Pireneje (listopad 1997)
- Burgundia (listopad 1997)
- Pikardia (styczeń 1998)
- Lotaryngia (luty 1998)

### Historia
- 1970: pierwsza umowa dotycząca udziału władz regionalnych w transporcie kolejowym, zawarta pomiędzy SNCF a departamentami Mozela i Meurthe i Mozela, dotycząca połączeń na trasie Nancy – Metz – Thionville pod nazwą Métrolor.
- 30 grudnia 1982: wejście w życie ustawy precyzującej zasady regulacji transportu krajowego, zwanej LOTI (fr. Loi d’orientation sur les transports intérieurs).
- 31 marca 1994: komisja Huberta Haenela publikuje raport Régions, SNCF: vers un renouveau du service public (pl. Regiony, SNCF – w stronę ożywienia usług publicznych).
- 4 lutego 1995: ustawa o zagospodarowaniu i rozwoju przestrzennym określa podstawy prawne dla przekazania regionom odpowiedzialności za organizację transportu zbiorowego o znaczeniu lokalnym.
- 19 grudnia 1996: podpisanie pierwszej umowy o organizacji transportu regionalnego (z regionem Rhodan-Alpy).

Od roku 2002 wszystkie regiony są związane z SNCF poprzez umowy eksploatacyjne, powierzające narodowemu przewoźnikowi prowadzenie pasażerskich przewozów kolejowych, za których organizację odpowiadają. W większości wypadków umowy te są zawarte na okres 5 lat i, dla większości z 22 regionów, są lub będą renegocjowane w roku 2006.

### Środki przeznaczone na kolejowy transport regionalny
Poniższa tabela jest zestawieniem środków wydatkowanych przez rząd Francji, za pośrednictwem regionów, na finansowanie usług TER w wybranych regionach:
| Region             | Budżet TER | Odsetek budżetu regionu |
| ------------------ | ---------- | ----------------------- |
| Alzacja            | 220 mln €  | 39% (2004)              |
| Bretania           | 100 mln €  | 14% (2005)              |
| Burgundia          | 100 mln €  | 25% (2005)              |
| Szampania-Ardeny   | 55 mln €   | 12,5% (2004)            |
| Franche Comté      | 70 mln €   | 20% (2005)              |
| Lotaryngia         | 250 mln €  | 45% (2005)              |
| Kraj Loary         | 180 mln €  | 18% (2005)              |
| Pikardia           | 130 mln €  | 20% (2002)              |
| Nord-Pas-de-Calais | 260 mln €  | 21% (2003)              |
| Rodan-Alpy         | 500 mln €  | 30% (2005)              |

Powyższe sumy obejmują jedynie środki związane z uruchamianiem pociągów i nie uwzględniają wydatków na utrzymanie i modernizację infrastruktury kolejowej.

## Turystyczne pociągi TER
Dziewięć linii TER otrzymało również nazwę „pociągów turystycznych” (fr. train touristique):
- Chemins de fer de Corse(inne języki)
- train des merveilles
- train des gorges de l'Allier
- Mont-Blanc Express
- train jaune
- autorail Espérance(inne języki)
- Blanc-Argent(inne języki)
- train des Alpes
- ligne des hirondelles